# L'Invention de l'hystérie au temps des Lumières

L'Invention de l'hystérie au temps des Lumières (1670-1820) est un essai de Sabine Arnaud, publié en 2014.

## Résumé
Sabine Arnaud s'attache à montrer l'élaboration des maladies nerveuses, au XVIIIe siècle. Sabine Arnaud analyse textes de médecins, récits de patients, correspondances, ouvrages littéraires, métaphores, citations et anecdotes à la fois anglais et français.
À la fin du XVIIe siècle, l'hystérie concerne les hommes et les femmes. C'est une maladie causée par l'oisiveté, une trop grande éducation et une sensibilité extrême. Seules les personnes des classes aisées en sont atteintes. Après la Révolution, l'hystérie ne concerne plus que les femmes.

## Analyse
Sabine Arnaud questionne l'invention de la maladie. Son ouvrage est un contrepoint de l'ouvrage de Georges Didi-Huberman publié en 1982. Sabine Arnaud trace une histoire genrée de la maladie.
Son approche est novatrice, en s'appuyant sur un corpus élargi de sources. Elle montre l’invention, la façon dont la notion d’hystérie se construit au XVIIIe. Dans l'ancien régime, l'hystérie est un code social. Après la Révolution, l'hystérie est un danger pour la nation en touchant l’utérus, la matrice des mères et leurs capacités de reproduction. À partir de 1820, le terme d’hystérie se stabilise autour de deux interprétations médicales. C'est une pathologie liée à l’utérus. Elle concerne uniquement les femmes. Plus rarement, l'hystérie est lié à l’encéphale. Dans ce cas, les deux sexes sont concernés.
L'auteur a publié une version différente en anglais aux Presses Universitaires de Chicago en 2015. En 2019, paraît la traduction allemande de la version française aux Presses Turia&Kant.

## Prix
- Prix d'histoire de la médecine, Société d'histoire de la médecine et de l'Académie nationale de médecine, 2014[6]
- Bourse Marcelle Blum, Académie des sciences morales et politiques, 2015[7]
- Prix des jeunes historiens, Académie internationale d'histoire des sciences, 2015[8]

## Éditions
- L'invention de l'hystérie au temps des Lumières (1670–1820), Paris, Éditions de l'EHESS, 2014, 352 p. (ISBN 978-2-7132-2419-5)
- On Hysteria : The Invention of a Medical Category between 1670 and 1820, Chicago/London, University of Chicago Press, 2015, 376 p. (ISBN 978-0-226-27554-3)
- Die Erfindung der Hysterie im Zeitalter der Aufklärung (1670-1820), traduction par Heiko Pollmeier, Vienna: Verlag Turia+Kant, 422 p.  (ISBN 978-3-85132-933-9)